# Neacoryphus facetus
Neacoryphus facetus är en insektsart som först beskrevs av Thomas Say 1832.  Neacoryphus facetus ingår i släktet Neacoryphus och familjen fröskinnbaggar. Inga underarter finns listade i Catalogue of Life.